# Вільна територія Трієста
Ві́льна терито́рія Тріє́ста або Ві́льна держа́ва Тріє́ста (італ. Territorio libero di Trieste, словен. Svobodno tržaško ozemlje, хорв. Slobodni teritorij Trsta, серб. Слободна Територија Трста) — колишнє місто-держава, розташоване в Центральній Європі, між північною Італією та Федеративною Народною Республікою Югославія.
Вільна держава була створена 1947 року з намірами врахувати етнічні й культурні особливості змішаного населення в нейтральній країні (через її стратегічну важливість для торгівлі з країнами Центральної Європи) та дати охолонути територіальним претензіям. Територія була розділена на дві зони в складі портового міста Трієст: із вузькою прибережною смугою на північному заході (зона A) і невеликою частиною Істрійського півострова (зона B).
Вільна держава зрештою була розділена між двома сусідніми країнами в 1954 році й офіційно скасована в 1977 році.

## Географія
Вільна територія Трієста мала площу 738 км ² навколо Трієстської затоки від Дуїно на півночі до Новіград на півдні та населення близько 330 тис. мешканців. Мала кордони з Італією на півночі і Югославією (на півдні та сході країни). Ріки:  Risano / Рижана, Dragogna / Драгоня, Timavo / Река, Rosandra / Глинщиця  і Quieto / Мирна. Найвища точка знаходиться на Monte Castellaro/ Велике Градище (724м).

## Історія
Впродовж багатьох століть Трієст і Істрія були частиною Австрійської імперії, а потім — Австро-Угорщини. Сільська місцевість була населена словенцями на півночі і хорватами на південному сході, тоді як італійці складали більшість населення в Трієсті, Рієці і в містах Істрії.
У 1921 році (після Першої світової війни) Італія офіційно приєднала Трієст, Істрію та частину  сьогоденної західної Словенії, а 1924 року — приєднує ще й Вільну державу Фіуме (нині — Рієка в Хорватії).
Протягом 1920-х — 1930-х років слов'янське населення було піддане італізації й дискримінації з боку італійського фашистського режиму. Багато словенців і хорватів емігрували до Югославії, а деякі приєдналися до ТІГР — організації опору, яка протягом цих років провела понад 100 терористичних актів у Трієсті й околицях. 

### Друга світова війна
Італія під час Другої світової війни воювала разом із державами Осі. Коли 1943 року фашистський режим було повалено, Італія капітулювала, а територію було офіційно передано Словенії й Хорватії (які повинні були стати частинами Югославії), але її окупували німецькі війська. 4-та югославська армія разом зі словенським 9-м корпусом захопили Трієст 1 травня 1945 року. 2-га дивізія 8-ї британської армії прибула наступного дня. Німецькі війська здалися новозеландцям. Югославські солдати залишили територію 12 червня 1945 року, згідно з угодою між Югославією і західними союзниками, досягнутою 12 травня.

### Створення держави
10 лютого 1947 року був підписаний мирний договір з Італією про створення вільної території Трієста. Офіційними мовами вважалися словенська й італійська. Територія була розділена на дві зони: зона А, яка мала площу 222,5 км² і 262406 мешканців, включаючи Трієст, — була під владою британських і американських військ, і зона B, яка мала площу 515,5 км² з 71000 мешканцями, включаючи північно-західну частину Істрії, — під владою Югославської народної армії. Територія, таким чином, ніколи не була реальною незалежною державою. Попри це, її офіційний статус дотримувався й карбувалась її власна валюта.

### Поділ
1954 року був підписаний Меморандум про взаєморозуміння в Лондоні. Він передавав зону А (з Трієстом) цивільній адміністрації Італії, а зону B —  до Югославії.  У 1975 підписаний в Озімо Озімський договір остаточно розділив колишню вільну територію Трієст між Італією та Югославією. 
Зона А відповідає нинішній італійській провінції Трієст, а зона B зараз поділена між Словенським Примор'ям і хорватською Істрією.

## Демографія
Наприкінці 1940-х, в роки після поділу території, до 40 тис. осіб (в основному італійці) вирішили покинути югославську зону B й перейти до зони А або Італії з різних причин: деякі з них були залякані, інші — просто воліли не жити в Югославії. В Югославії цих емігрантів називали optanti (що перекладається як вибір), тоді як вони називають себе esuli — вигнанці.  До 14 тис. італійців залишилися в югославській зоні, що зараз є частиною Словенії й Хорватії.